# Edgar Lungu
Edgar Chagwa Lungu (11. listopadu 1956 Ndola – 5. června 2025) byl zambijský politik, který byl od září 2015 do srpna 2021 šestým prezidentem Zambie.

## Životopis
Po absolvování bakalářského studia v oboru práva v roce 1981 na Univerzitě v Zambii, nastoupil do advokátní kanceláře Andre Masiye and Company v Lusace. Následně absolvoval výcvik vojenského důstojníka v Milteze v Kabwe pod Zambijskou národní službou (ZNS). Po dokončení se vrátil k právničině a vstoupil do politiky. Do Sjednocené strany pro národní rozvoj vstoupil pod vedením Andersona Mazoky, ale později přešel do Vlastenecké fronty (PF). V roce 2010 byla pozastavena jeho právnická praxe Právnickou asociací Zambie poté, co byl shledán vinným z odborného pochybení.
Když Vlastenecká fronta zvítězila ve volbách v roce 2011, stal se Lungu ministrem mladých. Dne 9. července 2012 se stal ministrem vnitra. Když Geoffrey Bwalya Mwamba odstoupil z ministerského postu, stal se 24. prosince 2013 ministrem obrany. V rámci své strany také zastával řadu ústředních funkcí. Dne 28. srpna 2014 byl generálním tajemníkem PF a ministrem spravedlnosti, který nahradil Wyntera Kabimba.
Když prezident Michael Sata odešel 19. říjen 2014 kvůli lékařské léčbě do zahraničí, měl Lungu v době nepřítomnosti prezidenta na starosti stát. Poté, co Michael Sata zemřel 28. října 2014, převzal funkci úřadujícího prezidenta viceprezident Guy Scott.
Na generální konferenci Vlastenecké fronty během víkendu 29. – 30. listopadu byl Edgar Lungu zvolen jako prezident strany a kandidát na prezidentský úřad, i když žádný z ostatních kandidátů nebyl přítomen. Nicméně vzhledem k tomu, že schůzka nedodržovala daný postup a zahrnovala neoprávněné delegáty, prezident strany Scott ji prohlásil za "neplatnou" a předsedal alternativní generální konferenci na univerzitě v Mulungushi 1. prosince.
Prezidentské volby se konaly 20. ledna 2015 a 24. ledna volební komise Zambie prohlásila Edgara Lungu za vítěze voleb s 48,33 % hlasů. Následující den měl na stadionu National Heroes Stadium svou inauguraci.
Prezident Edgar Lungu, který byl zvolený v lednu 2015, aby dokončil funkční období prezidenta Michaela Saty, který zemřel 28. října 2014, opět kandidoval v nových prezidentských volbách. Volby se konaly 11. srpna 2016 a Lungu znovu zvítězil s 50,35 % hlasů. Hakainde Hichilema, který byl v prezidentských volbách v roce 2015 a 2016 na druhém místě, odmítl přiznat porážku po oznámení oficiálních výsledků a podal žalobu u Ústavního soudu a požádal o zrušení výsledků z důvodu nesrovnalostí. Soud tuto záležitost 5. září 2016 zamítl a Lungu tak mohl 13. září slavnostně přísahat a zahájil pětileté funkční období.
V prezidentských volbách v srpnu 2021 skončil s 39 % druhý, za mnohonásobným opozičním protikandidátem Hakaindem Hichilemou, který získal 59 % hlasů. Volební účast byla 72,5 %. Předání moci proběhlo hladce, za což mu Hichilema poděkoval.